# Natività e sposalizio della Vergine
La Natività e sposalizio della Vergine sono due scene da un affresco (circa 480x250 cm) attribuito a Cimabue, databile attorno al 1277-1283 circa e conservato nella lunettone a destra della vetrata dell'abside della basilica superiore di San Francesco di Assisi. 

## Storia
La datazione degli affreschi di Cimabue è piuttosto discorde, sebbene negli studi più recenti si sia assestata a un periodo tra il 1277, anno dell'elezione al soglio pontificio di Niccolò III e il 1283 circa. Le storie mariane, nell'abside, sono in genere ritenute tra le prime decorazioni della basilica superiore.
Gli affreschi di Cimabue sono in generale in condizioni mediocri o pessime. Le scene dei lunettoni (queste e l'Annuncio a Gioacchino e sua offerta a sinistra) sono tra le peggio conservate, anche per la presenza di ridipinture estese e grossolane, che permettono solo una ricognizione generica sulle composizioni e l'articolazione delle scene. 

## Descrizione e stile
Il lunettone destro presenta in alto la Natività della Vergine e in basso, separato da una cornice, lo Sposalizio. Si tratta di storie mariane provenienti dal Protovangelo di Giacomo.
Nella prima scena si nota un letto disposto trasversalmente e affiancato da tendaggi, dove Anna è semidistesa e avvicinata da una figura femminile. Nella zona inferiore, appena leggibile, si dovrebbero trovare due donne che fanno il bagno e fasciano Maria bambina.
La scena dello Sposalizio della Vergine è ambientata sotto un baldacchino sorretto da alcuni personaggi. Al centro Giuseppe e Maria, con la testa del marito che è forse la meglio conservata dei lunettoni, e mostra una chiara matrice cimabuesca.
Nei sottarchi delle lunette sono presenti figure di angeli, santi e profeti a mezzo busto entro clipei o riquadri; negli sguanci santi a figura intera entro nicchie. si tratta di motivi che si ritrovano attorno alle vetrate dell'abside. Nel registro sottostante, sopra al ballatoio, sotto archi dipinti si trovano le mezze figure della Madonna col Bambino, di Maria col libro in mano (riferimento all'annunciazione?) e di un santo che colpisce un legno; nelle nicchie delle due loggette figure a mezzo busto. Tutte queste scene decorative sono riferibili alla bottega di Cimabue.

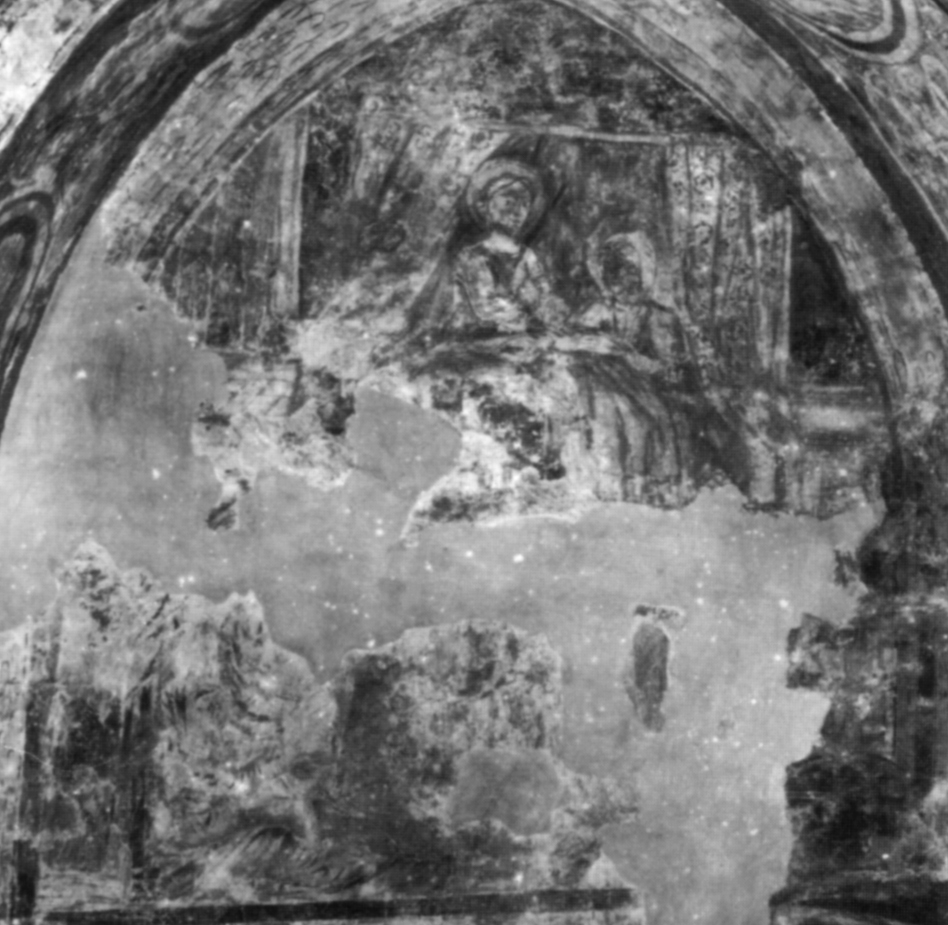
Natività della Vergine
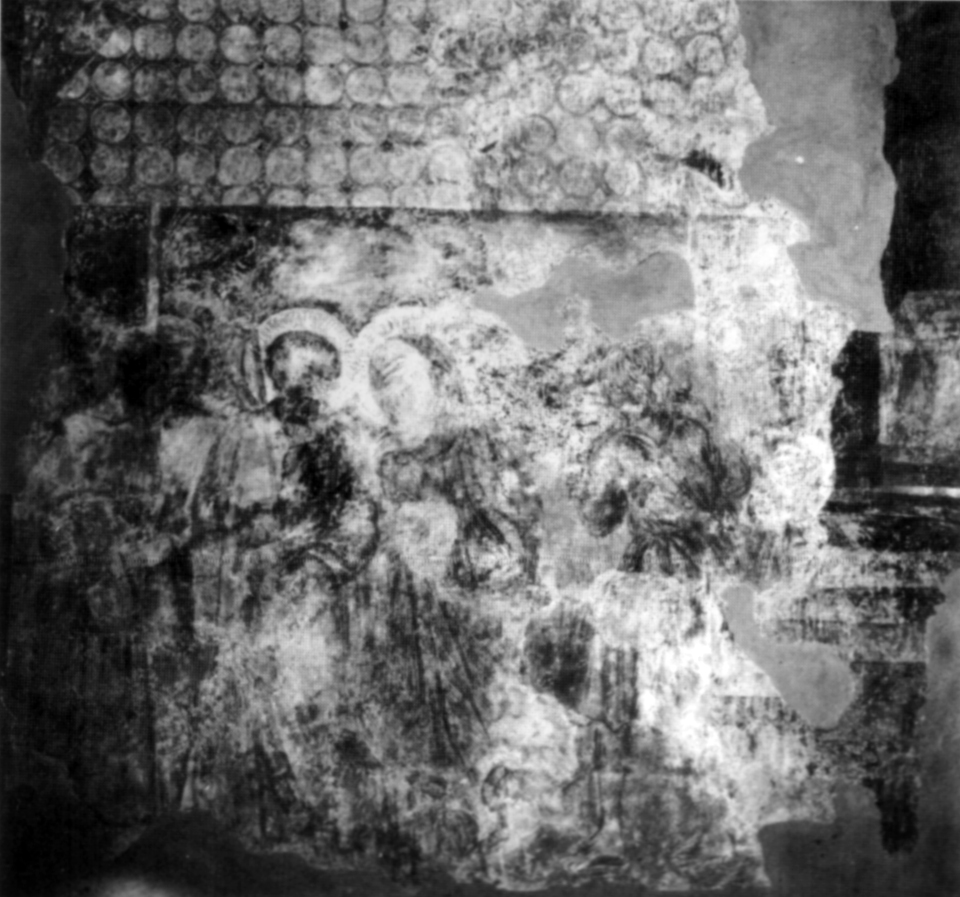
Sposalizio della Vergine